# Ангел Янкулов
Ангел Янкулов е български революционер, член на Вътрешната македоно-одринска революционна организация.

## Биография
Янкулов е роден в Крушево, Демирхисарско, в Османската империя, днес Ахладохори, в Гърция. В 1897 година става член на ВМОРО, заклет от Гоце Делчев. Янкулов е избран за член на Демирхисарския околийски комитет в 1903 година. Четник е при Илия Кърчовалията по време на Илинденско-Преображеноското въстание. Янкулов заминава за Княжество България след въстанието, но в 1904 година се връща в родното си село, където отново е избран за член на околийския комитет.